# خطوط نورث ويست الجوية

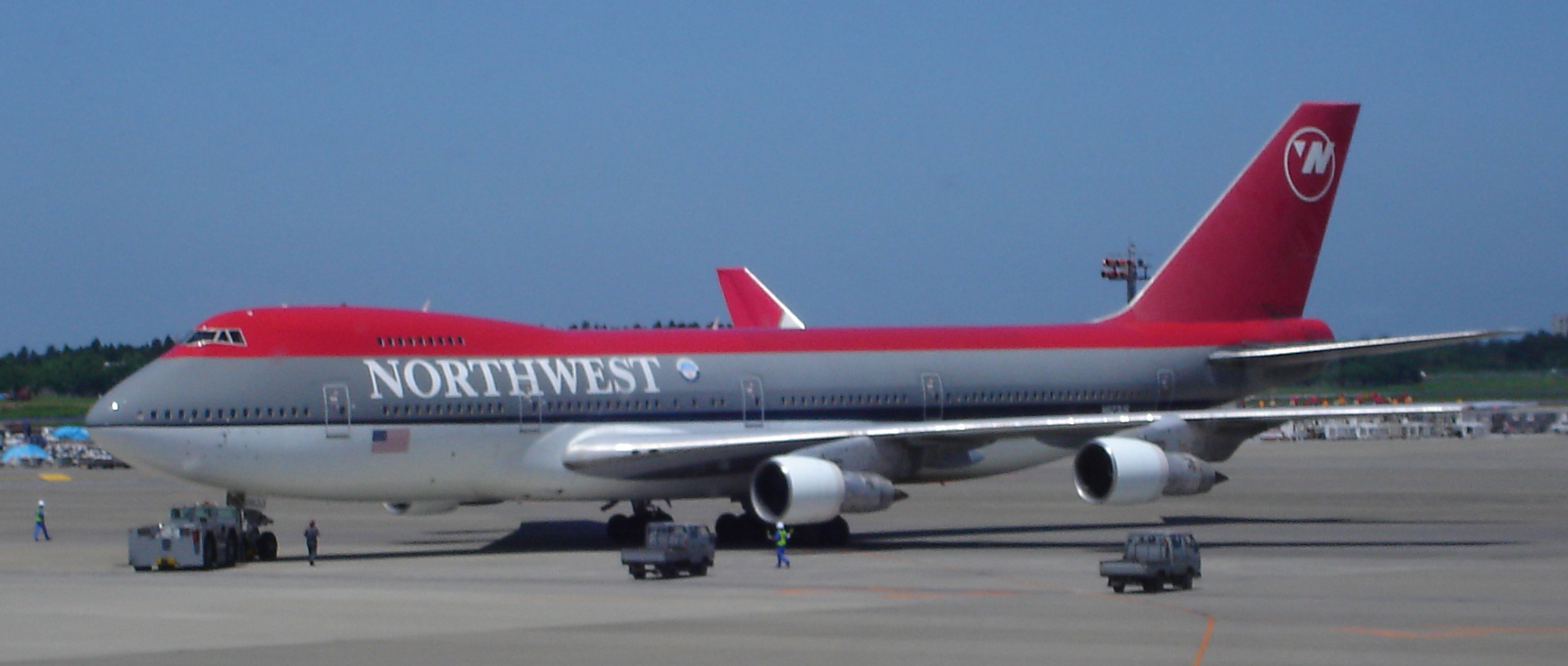
شعار والوان خطوط نورث ويست والذي استخدم من عام 1989 إلي 2003 يظهر على طائرة بوينغ 747

خطوط نورث ويست الجوية أو نورث ويست إيرلاينز (بالإنجليزية: Northwest Airlines)‏ والمعروفة اختصارا (NWA)هي شركة طيران وطنية أمريكية، تأسست في عام 1926، كانت إحدى كبرى شركات الطيران الأمريكية قبل استيعابها ومن ثم اندامجها في خطوط دلتا الجوية “دلتا إيرلاينز” في 29 أكتوبر 2008، وأدى هذا الاندماج بأن تصبح دلتا إيرلاينز أكبر شركة طيران في العالم. واستمرت خطوط نورث ويست بالعمل تحت اسمها وعلامتها التجارية الخاصة حتى تم الانتهاء من دمج شركات الطيران في 31 يناير، 2010.